# Goldenes Zeitalter (Belarus)
Als Goldenes Zeitalter bezeichnet die belarussische nationale Geschichtsschreibung die Epoche der Zugehörigkeit der belarussischen Fürstentümer zum Großfürstentum Litauen im 14. und 15. Jahrhundert bis zur Union von Lublin (1569).

## Geschichte
Die Epoche begann in der ersten Hälfte des 13. Jahrhunderts mit der Einverleibung der belarussischen Teilfürstentümer in das Großfürstentum Litauen durch den litauischen Fürsten Mindaugas. Dieses Herrschaftsgebilde unter Führung der Herrscherfamilie der Gediminiden stellte im 14. Jahrhundert zeitweilig das flächenmäßig größte Staatsgebilde Europas dar, das von der Ostsee bis zum Schwarzen Meer reichte.
Die Kanzleisprache des Großfürstentums war Ruthenisch, die im belarussischen Raum übliche Nachfolgevariante des Altostslawischen, die meisten Bewohner waren orthodoxe Ostslawen. Die herrschende Schicht stellte der von den Fürsten der Kiewer Rus abstammende Adel dar. In dieser Zeit wurden viele belarussische Städte (Minsk, Wizebsk, Polazk, Homel, Pinsk) zu wichtigen Handwerks- und Handelszentren und trugen wesentlich zur wirtschaftlichen Entwicklung von Belarus bei. Auch die belarussische Kultur erlebte eine Blütezeit. Nach der Vereinigung des Großfürstentums Litauen und des Königreichs Polen 1385 löste sich Belarus von russischen Einflüssen und orientierte sich nach Westen.
Die belarussische Nationalhistoriografie bewertet das litauische Großfürstentum als belarussisches Staatsgebilde. Tatsächlich erschien es zu diesem Zeitpunkt möglich, dass nicht das damals noch relativ unbedeutende Moskau, sondern das Großfürstentum die neue ostslawisch-orthodoxe Führungsmacht sein würde. Einige Vertreter der damals noch heidnischen Litauer wie etwa Großfürst Olgerd (Algirdas) favorisierten diese Option. Auch nach der Heirat von Olgerds Sohn Jogaila (polnisch Jagiełło) mit der polnischen Königin Jadwiga im Jahr 1386 bestand das Großfürstentum zunächst als eigenständige, ostslawisch-orthodox dominierte Großmacht weiter. Unter Großfürst Vytautas (1392–1430) erreichte es schließlich seine größte territoriale Ausdehnung.
Beendet wurde diese Epoche durch die Zentralisierung des ursprünglichen Doppelstaates zugunsten der polnischen Reichshälfte, die 1569 durch die Union von Lublin besiegelt wurde.
Seit der Union von Horodło (1415) genoss der Adel im Großfürstentum gleiche Rechte wie im Königreich Polen. Auf den orthodoxen Adel wurden sie jedoch erst mit der Gründung der Rzeczpospolita 1569 übertragen, was dazu führte, dass ab Mitte des 16. Jahrhunderts eine schleichende Polonisierung des belarussischen Hochadels und teilweise auch des Kleinadels stattfand. Dadurch büßte die ostslawische, orthodoxe Bevölkerung mittelfristig ihre sozialen und kulturellen Eliten ein und der Katholizismus wurde zur Religion der Oberschicht. Dieser orthodox-katholische bzw. belarussisch-polnische Gegensatz blieb bis ins frühe 20. Jh. aufrechterhalten.
Belarussische Historiker weisen auf die besondere Bedeutung hin, die den Belarussen im Großfürstentum Litauen und in der Rzeczpospolita zukam. Auch wenn die politische Führung und die Fürstendynastie der Gediminen im Mannesstamm litauisch war, bildeten die Belarussen die Bevölkerungsmehrheit. Die belarussische Sprache diente bis zum Jahr 1697 als Kanzleisprache des Großfürstentums Litauen, und auch die drei litauischen Statute von 1529, 1566 und 1588 waren auf belarussisch verfasst.